# Dinopsyllus grypurus
Dinopsyllus grypurus är en loppart som beskrevs av Jordan et Rothschild 1913. Dinopsyllus grypurus ingår i släktet Dinopsyllus och familjen mullvadsloppor. Inga underarter finns listade i Catalogue of Life.